# 縦結び

縦結び

縦結び（Granny knot）とは、ロープや紐の端と端をつなげる結び方のひとつ。女結びともいう。

## 結び方
縦結びは次のように結ぶ。
まず、結ぶ紐の端と端を1度絡める。つまり、片方を他方にひと結びする。続いて同じことをもう一度繰り返すが、紐を絡める向きをさきほどと同じ向きになるようにする。あとは紐を引いて結び目を締めれば縦結びとなる。

## 特徴・用途
縦結びを結ぶときに紐の絡め方の向きを1回目と2回目でかえると横結びとなるが、縦結びは横結びと比べて強度が低くほどけやすい（詳細は本結び#横結びと縦結びを参照）。そのため縦結びは横結びと比べると使われる機会は少ないが、一度結ぶと結び目が固定される横結びと違って、一度結んだあと再度2つの端を引いて締めつけることができるため、手術の際の結紮などでは用いられることがある。また、台湾・朝鮮半島ではよく用いられている。

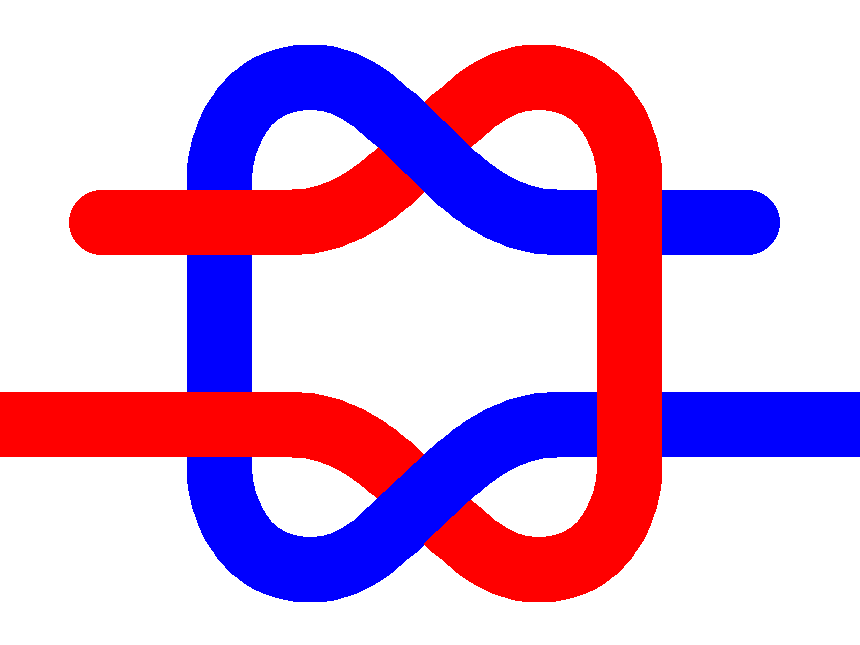
横結び
縦結び